# Il Risorgimento (Torino)
Il Risorgimento, è stato un quotidiano politico pubblicato a Torino nel XIX secolo.

## Storia

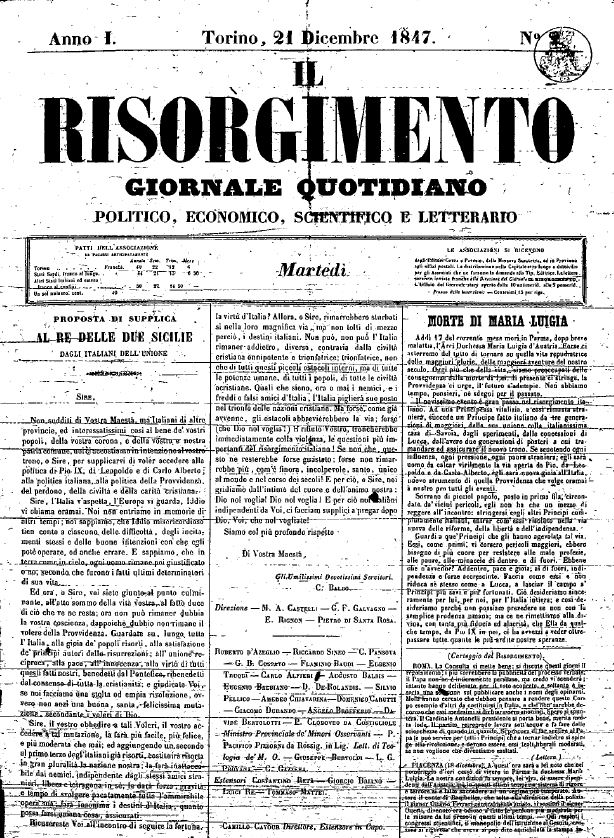
Il Risorgimento del 21 dicembre 1847.

### Prima serie (1847-1852)
Fondato da Camillo Benso, conte di Cavour e da Cesare Balbo, il primo numero uscì il 15 dicembre 1847, tra i collaboratori figurarono Roberto d'Azeglio, Pier Carlo Boggio, Michelangelo Castelli, F. Cordova e G. Torelli. Terminò le sue pubblicazioni il 31 dicembre 1852. Dall'autunno 1850 il giornale fu diretto da Luigi Carlo Farini.

### Seconda serie (1856-1857)
Fu rifondato da Pier Carlo Boggio nel 1856. Il primo numero della nuova serie uscì il 1º aprile di quell'anno. Boggio rivendicò la propria autonomia rispetto a Camillo Cavour; la linea politica del quotidiano fu comunque di appoggio all'azione governativa. L'anno successivo, il 31 marzo 1857, il quotidiano si fuse con L'Indipendente.
In una sua satira, il polemista padovano Alessio De Besi (1842-1893) irrise il giornale impiegando la lingua veneta per storpiandone il nome in el Rovinamento.  